# Current Contents
Current Contents es una base de datos bibliográfica de alerta rápida, publicada por la empresa Clarivate Analytics (anteriormente, por el Institute for Scientific Information y Thomson Reuters). Se publica en línea y en papel, y tiene varias secciones especializadas.

## Historia
Current Contents se publicó primero en papel, en una edición única, dedicada a la biología y la medicina. Más tarde aparecieron secciones de otras materias. Inicialmente, consistía sencillamente en la reproducción de las portadas de unos cuantos centenares de revistas de relevancia científica de todo el mundo. Se publicaba semanalmente, informando de los artículos que constaban en las portadas de las revistas seleccionadas y que habían aparecido solo unas semanas antes. En realidad, era una alerta producida en un tiempo mucho más corto que cualquiera otro servicio disponible hasta aquel momento. Solo contenía un índice de autores y algunas palabras clave sin controlar. También contenía las direcciones de los autores, para que los lectores pudieran pedirles copias de los artículos citados.

## Situación actual
A pesar de que todavía se publica en papel, Current Contents se encuentra disponible como una de las bases de datos incluidas en la red ISI web of knowledge, de Clarivate Analytics, con actualizaciones diarias, y también a través otros distribuidores de base de datos.

### Ediciones
Las ediciones actuales de Current contents son las siguientes.
- Current contents agricultural, biological, and environmental sciences
- Current contents artes and humanities
- Current contents clinical practice
- Current contents engineering, technology, and applied sciences
- Current contents life sciences
- Current contents physical chemical and earth sciences
- Current contents social & behavioral sciences